# Met groter L
Met groter L. Van Couperus tot Claus is een essaybundel van Marcel Janssens uit 1994.

## Geschiedenis
In dit boek bundelde Janssens twintig eerder in tijdschriften verschenen artikelen over de Nederlandstalige literatuur uit de afgelopen 150 jaar. Van die 20 essays waren er 4 gewijd aan de Nederlandse schrijver Louis Couperus (1863-1923), terwijl ook in de rest van de bundel Couperus regelmatig wordt genoemd. In 1965 had Janssens, die zichzelf in het voorwoord schetst als: "Mijn studenten weten best dat ik een Couperus-fan ben", voor het eerst over Couperus gepubliceerd, namelijk een recensie van het boek van zijn landgenoot Marc Galle: Couperus en de kritiek. In alle decennia erna bleef hij zich met Couperus bezighouden.
Maar de essaybundel bevat dus ook andere essays, over onder andere de Belg Hugo Claus. Confrontaties tussen Nederland en Vlaanderen komen vooral naar voren in het essay 'Een brug te ver. Anton van Wilderode en het Hollands Diep'.
Naast Couperus, Claus en Van Wilderode schenkt Janssens aandacht aan onder anderen J.J. Slauerhoff, Gerrit Achterberg, Felix Timmermans en Harry Mulisch.

### Uitgave
De bundel verscheen als uitgave van het Davidsfonds en uitgeverij Clauwaert in 1994 en was door Geert Verstaen vormgegeven. Het boek is gezet uit de Garamond, in linnen gebonden en voorzien van een los omslag. Nog hetzelfde jaar verscheen een tweede druk in dezelfde uitvoering.